# Wanda Zawidzka-Manteuffel

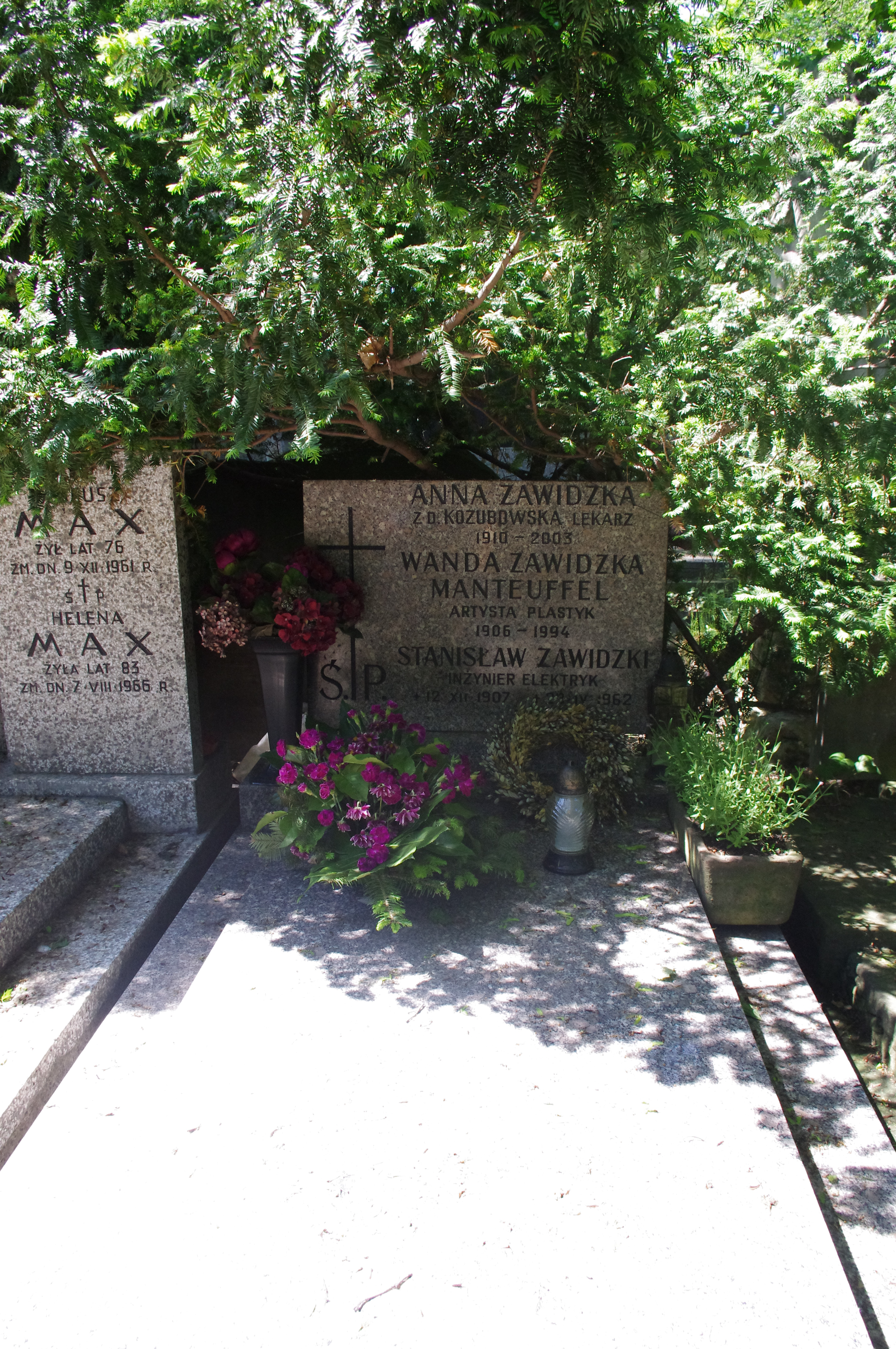
Grób graficzki Wandy Zawidzkiej-Manteuffel na cmentarzu Powązkowskim w Warszawie

Wanda Zawidzka-Manteuffel (ur. 7 lutego 1906 w Warszawie, zm. 4 maja 1994 tamże) – artystka grafik, plakacistka, projektantka wyrobów ze szkła i ceramiki, tkanin.

## Życiorys
Urodziła się w rodzinie Andrzeja i Cecylii z Gościckich. Ukończyła gimnazjum w Płocku. W latach 1926–1931 studiowała w warszawskiej Szkole Sztuk Pięknych w pracowniach Miłosza Kotarbińskiego, Karola Tichego, Tadeusza Pruszkowskiego oraz w pracowniach specjalistycznych Edmunda Bartłomiejczyka, Władysława Skoczylasa, Wojciecha Jastrzębowskiego, Lucjana Kintopfa i Romana Schneidera. Dyplom uzyskała w roku 1934. W latach 1935–1937 przebywała na stypendium w Paryżu.
Działalność zawodową rozpoczęła w latach 30. jako ilustratorka książek dla dzieci i artystka od grafiki reklamowej. Jej dorobek z tego okresu nosi wyraźne wpisuje się w nurt art déco. W latach 1937–1939 była członkinią Koła Artystów Grafików Reklamowych i Bloku Zawodowych Artystów Plastyków. W okresie powojennym przynależała do Stowarzyszenia Autorów ZAIKS, grup Spółdzielni Artystów Plastyków „Ład” oraz od 1974 do Stowarzyszenia „Keramos”, którego była współzałożycielką.
Od 1946 współpracowała z Biurem Nadzoru Estetyki Produkcji, nawiązywała kontakty z zakładami przemysłowymi, prowadziła kursy metodą Antoniego Buszka dla pracownic Zakładów Fajansu we Włocławku. W 1946 nawiązała również kontakty z hutą szkła w Polanicy-Zdroju, gdzie realizowała swoją twórczość unikatową, a także nadzorowała realizacje projektów innych artystów, między innymi Jana Kurzątkowskiego; później swoją twórczość w dziedzinie szkła realizowała również w Hucie Szkła Gospodarczego „Sudety” w Szczytnej. Jej pierwsze projekty ze szkła to liczne zestawy funkcjonalne (szklanki, kieliszki, karafki) ze szkła zielonego lub bezbarwnego, niekiedy zdobionego nakładkami lub nitkami bądź pasmami barwionego szkła.
Lata 50. były najbardziej aktywnym okresem w jej twórczości. Na początku dekady była projektantką Instytutu Wzornictwa Przemysłowego, dla którego projektowała szkło, ceramikę i tkaniny drukowane. W latach 1950–1955, we współpracy z Haliną Jastrzębowską-Sigmund i Henrykiem Gaczyńskim, projektowała żyrandole przeznaczone do Pałacu Kultury i Nauki (realizowane w Hucie Szkła Kryształowego „Julia” w Szklarskiej Porębie) oraz te wiszące obecnie w Teatrze Wielkim w Warszawie. W tym samym okresie realizowała swoją ceramikę w Zakładach Fajansu we Włocławku, następnie we własnej pracowni w Warszawie. Dla „Ładu” projektowała tkaniny żakardowe. Były to tkaniny o silnie zrytmizowanej kompozycji i powściągliwej ornamentyce, reprezentujące stylistykę art déco; jedna z nich przyniosła artystce w 1957 pierwszą nagrodę na XI Triennale Sztuk Dekoracyjnych w Mediolanie. W 1959 r. została członkiem Komisji Selekcyjnej Przemysłu Szklarskiego.
Od połowy lat 60. skupiła się na szkle. W latach 1964–1979 projektowała dla Huty Szkła Gospodarczego „Irena” w Inowrocławiu jako kierowniczka ośrodka wzornictwa. Projektowała delikatne naczynia, a także szlify do kryształów, w których powracała do stylistyki art déco, konstruowane z układów linii prostych. Z czasem również w Inowrocławiu zaczęła realizować swoją twórczość unikatową w dziedzinie szkła. Były to drobne naczynia kuliste lub owalne, opływowe, cechujące się lekką asymetrią, zdobione nakładkami i zatopionymi w masie szklanej tlenkami metali; budzące skojarzenia ze szkłami doby secesji.
Jej małżonkiem był artysta grafik Edward Antoni Manteuffel-Szoege, którego poślubiła w 1939, zamordowany w 1940 przez NKWD . 
Zmarła 4 maja 1994 w Warszawie. Pochowana na cmentarzu Powązkowskim w Warszawie (kwatera 68-2-14).
W okresie od czerwca do sierpnia 1994 odbyła się w Królikarni w Warszawie wystawa pośmiertna twórczości Wandy Zawidzkiej-Manteuffel. Prace artystki znajdują się w zbiorach Muzeum Narodowego w Warszawie i Muzeum Narodowego we Wrocławiu.

## Nagrody[a]
- 1951 – I nagroda w konkursie IWP za zestaw szkła prasowanego[4]
- 1952 – nagroda w dziale szkła na I Ogólnopolskiej Wystawie Architektury Wnętrz i Sztuki Dekoracyjnej w Warszawie
- 1956 – nagroda na wystawie Ładu XXX w Warszawie
- 1957 – złoty medal na XI Triennale Sztuk Dekoracyjnych w Mediolanie za tkaninę żakardową z ekspozycji „Ładu”[4]

## Wystawy

### Wystawy indywidualne[b]
- 1963 – wystawa w Kordegardzie w Warszawie
- 1965 – wystawa w Kordegardzie
- 1994 – Wanda Zawidzka-Manteuffel. Szkło, ceramika, tkanina, grafika, Warszawa[2]

### Wystawy zbiorowe[c]
- 1947–1948 – Wystawa Przemysłu Artystycznego w Warszawie
- 1952 – I Ogólnopolska Wystawa Architektury Wnętrz i Sztuki Dekoracyjnej w Warszawie
- 1954 – I Ogólnopolska Wystawa Ceramiki i Szkła Artystycznego we Wrocławiu
- 1956 – wystawa „Ład” XXX w Warszawie
- 1957 – II Ogólnopolska Wystawa Architektury Wnętrz w Warszawie[2]
- 1962–1963 – Berlin, Praga, Wiedeń, Budapeszt[2]
- 1963 – Wystawa ceramiki artystycznej Henryka Garczyńskiego, Marii Gralewskiej, Marty Podolskiej-Koch, Marii Wolskiej-Berezowskiej, Wandy Zawidzkiej-Manteuffel, Warszawa[2]
- 1963 – Polskie współczesne szkło artystyczne, Kraków[2]
- 1964 – Wystawa Ogólnopolska Tkaniny, Ceramiki i Szkła w Warszawie
- 1967 – 40 lat „Ładu”, Warszawa
- 1969 – Ceramika i szkło. Polska sztuka użytkowa w 25-lecie PRL, Wrocław
- 1969 – Wzornictwo w Przemyśle Szklarskim i Ceramicznym, Warszawa
- 1972 – Künstlerisches Glas aus der VR Polen, Berlin
- 1974 – Ogólnopolska Wystawa Szkła Artystycznego i Użytkowego w Katowicach
- 1987–1988 – Polskie szkło współczesne w Warszawie